# SC Joure
Sportclub Joure is een omnisportvereniging uit Joure, gemeente De Friese Meren, Friesland, Nederland.

## Algemeen
Op 20 maart 1920 werd voetbalvereniging De Kooi opgericht. Deze club fuseerde in 1965 met voetbalvereniging RKVV Friso (26 mei 1930) tot SC Joure. De oprichtingsdatum van de oudste club werd daarbij als oprichtingsdatum gehandhaafd. Op 24 mei 1971 werd korfbalvereniging De Jouwer opgenomen in de voetbalvereniging SC Joure. De thuiswedstrijden worden op het sportpark "de Hege Simmerdyk" gespeeld.

## Voetbalafdeling

### Standaardelftallen

#### Zaterdag
Het standaardelftal speelt van het seizoen 2016/17 tot 2022/23 in de Tweede klasse van het KNVB-district Noord. Vanaf het seizoen 2020/21 is dit het enige standaardelftal van de club en komt het uit in de Derde klasse. 
In 2024/25 werd Sc Joure kampioen in de Derde klasse P. Vanaf 2025/26 komen de Jousters uit in de Tweede klasse. 

##### Erelijst
kampioen Derde klasse: 1978, 1985, 1988, 2016, 2025
kampioen Vierde klasse: 1976, 2002
kampioen Vijfde klasse: 2001
kampioen Zesde klasse: 2000
kampioen FVB 1e klasse: 1975

##### Competitieresultaten 1976–2024
| 5 1A |

| 4 1A |

| 4 1A |

| 8 1A |

| 4 1A |

| 2 1A |

| 2 1A |

| 3 1A |

| 3 1A |

| 1 1A |

| 1 4A |

| 2 3A |

| 1 3A |

| 10 2E |

| 13 2E |

| 4 3A |

| 7 3A |

| 3 3A |

| 6 3A |

| 1 3A |

| 12 2E |

| 3 3A |

| 1 3A |

| 12 2E |

| 12 3A |

| 5 4A |

| 10 4A |

| 12 4A |

| 7 |

| 10 |

| 12 1A |

| 3 6E |

| 2 6A |

| 3 6D |

| 1 6A |

| 1 5A |

| 1 4A |

| 10 3A |

| 8 3A |

| 10 3A |

| 6 3A |

| 11 3A |

| 9 4A |

| 9 4A |

| 10 3A |

| 3 3A |

| 12 3A |

| 14 3A |

| 3 4A |

| 12 3A |

| 1 3A |

| 6 2I |

| 4 2I |

| 5 2I |

| -- 2I |

| -- 2I |

| 10 2I |

| 13 2K |

| 2 3A |

1971: de beslissingswedstrijd om het klassekampioenschap in FVB 1A werd op 8 mei verloren van SC Franeker (1-3)
1977: in de beslissingsstrijd om het klassekampioenschap in 3A werd verloren van VV Workum (0-0, 0-1)
| Tweede klasse | Derde klasse | Vierde klasse | Vijfde klasse | Hoofdklasse FVB | Zesde klasse | Eerste klasse FVB |

#### Zondag
Het standaardelftal speelde laatstelijk in het seizoen 2019/20 in de Vierde klasse van het KNVB-district Noord.
In 2002 en 2003 promoveerde dit team tweemaal achter elkaar van de Tweede klasse naar de Hoofdklasse, door tweemaal kampioen te worden. Eerst van de tweede klasse L in 2002 en vervolgens in 2003 van de Eerste klasse F. In 2005 behaalde de club de grootste prestatie uit de clubgeschiedenis door derde te eindigen in de Hoofdklasse. In 2007 degradeerde de club naar de eerste klasse, maar keerde na een jaar terug in de Hoofdklasse C. In het seizoen 2009/10 degradeerde de club opnieuw.
In het seizoen 2015/16 kwam dit team nog uit in de Eerste klasse na de degradatie in het seizoen 2013/14. Voor het seizoen 2016/17 werd het team niet ingeschreven. In het seizoen 2017/18 werd het team weer aangemeld welke op het laagste amateurniveau diende in te stromen, dit was de Vijfde klasse. In 2018/19 werd middels het klassekampioenschap de Vierde klasse bereikt. Voor het seizoen 2020/21 werd geen zondagteam meer ingeschreven.

##### KNVB beker
SC Joure plaatste zich tot nu toe driemaal voor de KNVB beker.
1. In 2002 plaatste het zich via de Noordelijke districtsbeker, die dat jaar werd gewonnen, en werd er in de Amstel Cup van SC Genemuiden (6-2) en verrassend van Cambuur (6-4) in de groepsfase en van Vitesse-2 (2-1) in de 2e ronde gewonnen en werd in de 3e ronde bijna eredivisionist FC Groningen (2-3) verslagen.
2. In 2005 plaatste SC Joure zich voor de KNVB beker door derde te worden in de competitie, maar verloor het na een goede wedstrijd van Ajax-2 (0-2).
3. In 2009 speelde SC Joure weer in het KNVB bekertoernooi. In de eerste ronde werd met 2-0 gewonnen bij Drachtster Boys, waardoor de club op 23 september 2009 aantrad tegen eredivisionist FC Twente. Dit duel werd met 0-8 verloren.

##### Erelijst
kampioen Eerste klasse: 2003, 2008
kampioen Tweede klasse: 2002
kampioen Derde klasse: 1992
kampioen Vierde klasse: 1987, 1989
kampioen Vijfde klasse: 2019
winnaar Districtsbeker Noord: 2002

##### Competitieresultaten 1966–2020
| 8 3A |

| 6 3A |

| 4 3A |

| 2 3A |

| 4 3A |

| 7 3A |

| 6 3A |

| 5 3A |

| 7 3A |

| 7 3A |

| 5 3A |

| 11 3A |

| 5 4C |

| 2 4C |

| 6 4C |

| 4 4C |

| 5 4B |

| 5 4B |

| 4 4A |

| 8 4B |

| 10 4B |

| 1 4B |

| 12 3A |

| 1 4A |

| 2 3A |

| 6 3A |

| 1 3A |

| 7 2A |

| 9 2A |

| 5 2A |

| 9 2A |

| 3 2K |

| 8 2L |

| 3 2L |

| 5 2L |

| 3 2L |

| 1 2L |

| 1 1F |

| 7 C |

| 3 C |

| 11 C |

| 13 C |

| 1 1F |

| 8 C |

| 14 C |

| 5 1F |

| 4 1F |

| 4 1F |

| 14 C |

| 8 1F |

| 10 1F |

|  |

| 5 5B |

| 1 5B |

| -- 4B |

| Hoofdklasse | Eerste klasse | Tweede klasse | Derde klasse | Vierde klasse | Vijfde klasse |

### Vrouwen
Het eerste vrouwenvoetbalelftal kwam in het seizoen 2018/19 uit in zaterdag 4E.

## De Kooi
De Kooi was actief in de zondagafdeling van het amateurvoetbal.

### Erelijst
kampioen Tweede klasse: 1934, 1935
kampioen Derde klasse: 1930
kampioen Vierde klasse: 1959

### Competitieresultaten 1926–1965
| 6 3B |

| 3 3A |

| 5 3B |

| 4 3B |

| 1 3B |

| 3 2A |

| 3 2A |

| 4 2A |

| 1 2A |

| 1 2A |

| 7 2A |

| 9 2A |

| 8 2A |

| 8 2A |

| 10 C |

| 10 2A |

| 3 2A |

| 4 2A |

| 9 2A |

|  |

| 6 2A |

| 8 2A |

| 4 2A |

| 9 2A |

| 6 3A |

| 4 3A |

| 4 3A |

| 3 3A |

| 6 3A |

| 9 3A |

| 12 3A |

| 2 4B |

| 2 4B |

| 1 4B |

| 2 3A |

| 10 3A |

| 11 3A |

| 7 3A |

| 2 3A |

| 7 3A |

| Tweede klasse | Derde klasse | Vierde klasse | Noodcompetitie |

## Friso
Friso was actief in de zondagafdeling van het amateurvoetbal.

### Erelijst
kampioen Vierde klasse: 1964

### Competitieresultaten 1949–1965
| 9 4A |

| 3 4A |

| 3 4A |

| 3 4A |

| 2 4A |

| 8 4A |

| 8 4A |

| 2 4A |

| 3 4B |

| 5 4B |

| 4 4A |

| 4 4B |

| 6 4B |

| 3 4B |

| 4 4B |

| 1 4B |

| 11 3A |

| Derde klasse | Vierde klasse |

In elke staaf van de grafiek staat van boven naar beneden vermeld: 
- Eindnotering

Dit is de positie die de club heeft bereikt in de competitie, zonder eventuele beslissings-, play-off- of nacompetitiewedstrijden die nodig zijn geweest om bijvoorbeeld de kampioen van de competitie te bepalen.
Indien een * achter het getal staat is de notering een tussenstand en kan het zijn dat de notering niet overeenkomt met de uiteindelijke eindstand van de competitie.
Staat er een - dan is het seizoen nog bezig en is er geen definitieve uitslag bekend.
Staat er xx op de positie van de notering, dan heeft de club vroegtijdig de competitie verlaten. Dit kan onder andere komen door terugtrekking van het team, faillissement van de club of door een uitgedeelde straf van de KNVB. In veel gevallen staat elders in het artikel de reden vermeld.
Staat er een ? dan is het resultaat uit het verleden onbekend, en is alleen de competitie of het niveau bekend van dat seizoen.
In de seizoenen 2019/20 en 2020/21 werd wegens de coronacrisis het amateurvoetbal afgebroken. Daardoor kennen deze staven geen eindklassering (middels -- weergegeven).
- Competitieniveau en afdelingsletter of Officiële eindstand Eredivisie
  - Competitieniveau en afdelingsletter

Hierbij geeft het getal het niveau weer, dat ook terug te vinden is in de legenda. De letter is de afdelingsaanduiding en wordt gebruikt wanneer er meer afdelingen zijn op hetzelfde niveau. De afdelingsletter is altijd een hoofdletter en wordt meestal zonder nummer gebruikt.
Voorbeeld: 2F is niveau 2e klasse competitie F.
Het competitieniveau en nummer wordt niet vermeld wanneer er slechts één competitie van dit niveau was.
  - Officiële eindstand Eredivisie (getal staat tussen haakjes vermeld)

Sinds de introductie van play-offwedstrijden voor Europees voetbal na afloop van de reguliere competitie in 2005/06, is de KNVB verplicht een eindstand van de Eredivisie door te geven aan de UEFA aan de hand van deze play-offwedstrijden.
Bij deze eindstand staan clubs die zich hebben gekwalificeerd voor Europees voetbal hoger dan clubs die zich niet wisten te kwalificeren. Indien er geen verschil was tussen de eindnotering en de officiële eindstand, staat dit getal niet vermeld.

- Onderafdeling

Hier staat afgekort de naam van de onderafdeling indien de club in dat jaar in een onderafdeling uitkwam. Tevens staat deze afkorting in de legenda en wordt gelinkt naar het artikel over deze onderafdeling. Deze afkorting wordt alleen vermeld wanneer de club in het verleden in verschillende onderafdelingen heeft gespeeld. Deze vermelding is in de staaf altijd in kleine letters. Deze onderafdelingen zijn na het seizoen 1995/96 afgeschaft. Heeft de club in slechts één onderafdeling gespeeld, dan is dit alleen terug te vinden in de legenda.
Onder de staaf staat het jaartal vermeld waarin het seizoen is afgesloten. 15 verwijst naar het seizoen 2014/15 of eventueel het seizoen 1914/15.
Wanneer een staaf leeg is, zijn deze gegevens niet bekend. Het kan ook zijn dat de club dat seizoen niet heeft meegespeeld op het hogere amateurniveau, vroegtijdig de competitie heeft verlaten of uit de competitie is gezet.

In het seizoen 1944/45 was er wegens de Tweede Wereldoorlog geen regulier competitievoetbal.

## Bekende (oud-)spelers
- Johan Abma
- Shutlan Axwijk
- Pieter Huistra
- Andries Noppert
- Jelle ten Rouwelaar
- Oebele Schokker
- Niklas Tarvajärvi
- Anne Wever
- Henk Zoetendal
- Bert Zuurman
- Lysanne van der Wal

RKVV Bakhuizen · VV Balk · VV CVVO · VV Delfstrahuizen · DWP · VV EBC · FFS · SC Joure · VV Langweer · VV Lemmer · VV NOK · VV Oudehaske · Renado · VV Sleat · VVI · SV de Wâlde